# Junioren-Handball-Afrikameisterschaft der Männer 2002
Die Junioren-Handball-Afrikameisterschaft der Männer 2002 (französisch Championnat d’Afrique des nations junior masculin de handball 2002) wurde vom 15. bis 21. September 2002 in Benin im Hauptort Cotonou ausgetragen und war die zwölfte Auflage der Junioren-Handball-Afrikameisterschaft der Männer.

## Hintergrund
Veranstalter war die Confédération Africaine de Handball (CAHB). Benin war zum zweiten Mal nach 1982 Gastgeber des Wettbewerbs.

## Ergebnis
Sieger wurde zum zweiten Mal nach 1996 die tunesische Auswahl, die sich im Finalspiel mit 22:21 gegen Titelverteidiger Ägypten durchsetzte. Gemeinsam mit dem Drittplatzierten Algerien qualifizierten sie sich für die U-21-Handball-Weltmeisterschaft 2003. Gastgeber Benin belegte ohne Punktgewinn Rang sechs.
| Platzierung | Mannschaft                |
| ----------- | ------------------------- |
| 1.          | Tunesien                  |
| 2.          | Ägypten, Titelverteidiger |
| 3.          | Algerien                  |
| 4.          | Republik Kongo            |
| 5.          | Angola                    |
| 6.          | Benin, Gastgeber          |